# Mandugwa
Le mandugwa, ou mandu-gwa (만두과, 饅頭菓), est une boulette sucrée coréenne remplie d'ingrédients sucrés et enrobée de jocheong (sirop de riz). C'est un type de yumil-gwa, un hangwa (confiserie coréenne) frit à la farine de blé. Mandu signifie « boulettes » et gwa signifie « confiserie ». Le mandu-gwa est généralement consommé comme dessert ou bamcham (collation de fin de soirée).

## Préparation
La pâte est préparée en tamisant de la farine de blé et en la pétrissant avec de l'huile de sésame, du miel, du jus de gingembre et du vin de riz clair et raffiné appelé cheongju. La garniture est généralement préparée en mélangeant du jujube cuit à la vapeur, épépiné et émincé, de la cannelle en poudre et du miel. Seule une petite quantité de garniture est déposée sur un morceau de pâte aplati. La couverture doit être épaisse, pour éviter que la confiserie n'éclate après la friture. Après avoir frit la pâte, la boulette est marinée dans du jocheong (sirop de riz).